# Sweltsa resima
Sweltsa resima är en bäcksländeart som beskrevs av Surdick 1995. Sweltsa resima ingår i släktet Sweltsa och familjen blekbäcksländor. Inga underarter finns listade i Catalogue of Life.